# Championnats d'Asie de cyclisme sur piste 2024
Navigation
Championnats d'Asie 2023 Championnats d'Asie 2025
Les Championnats d'Asie de cyclisme sur piste 2024 ont lieu du 21 au 26 février 2024 à l'Indira Ghandi Sports Komplex, à New Delhi, en Inde. Ce vélodrome avait accueilli les mêmes championnats en 2022.
En même temps que les 43e championnats d'Asie sur piste élites, ont lieu les 28e championnats d'Asie sur piste juniors (moins de 19 ans) et les 10e championnats d'Asie sur piste paracyclistes.

## Résultats des championnats

### Épreuves masculines
| Épreuves               | Or                                                                                            | Argent                                                                         | Bronze                                                                               |
| ---------------------- | --------------------------------------------------------------------------------------------- | ------------------------------------------------------------------------------ | ------------------------------------------------------------------------------------ |
| Kilomètre              | Li Zhiwei                                                                                     | Minato Nakaishi                                                                | Kirill Kurdidi                                                                       |
| Keirin                 | Kento Yamasaki                                                                                | Li Zhiwei                                                                      | Yung Tsun-ho                                                                         |
| Vitesse individuelle   | Yuta Obara                                                                                    | Li Zhiwei                                                                      | Muhammad Shah Firdaus Sahrom                                                         |
| Vitesse par équipes    | Japon- Yuta Obara - Kento Yamasaki - Minato Nakaishi                                          | Malaisie- Muhammad Ridwan Sahrom - Muhammad Fadhil Mohd Zonis - Umar Hasbullah | Chine- Jin Zhiheng - Li Zhiwei - Liu Kuan                                            |
| Poursuite individuelle | Shoi Matsuda                                                                                  | Mohammad Almutaiwei                                                            | Ng Pak-hang                                                                          |
| Poursuite par équipes  | Japon- Kazushige Kuboki - Naoki Kojima - Shoi Matsuda - Eiya Hashimoto - Shunsuke Imamura (q) | Chine- Yang Yang - Pei Zhengyu - Zhang Haiao - Zhang Jinyan                    | Kazakhstan- Alisher Zhumakan - Ramis Dinmukhametov - Ilya Karabutov - Dmitriy Noskov |
| Course aux points      | Naoki Kojima                                                                                  | Alisher Zhumakan                                                               | Mow Ching-yin                                                                        |
| Scratch                | Terry Yudha Kusuma                                                                            | Shunsuke Imamura                                                               | Kim Hyeon-seok                                                                       |
| Américaine             | Japon- Shunsuke Imamura - Kazushige Kuboki                                                    | Indonésie- Bernard Van Aert - Terry Yudha Kusuma                               | Kazakhstan- Alisher Zhumakan - Ramis Dinmukhametov                                   |
| Omnium                 | Eiya Hashimoto                                                                                | Bernard Van Aert                                                               | Tso Kai-kwong                                                                        |
| Élimination            | Shunsuke Imamura                                                                              | Nikita Tsvetkov                                                                | Ramis Dinmukhametov                                                                  |

### Épreuves féminines
| Épreuves               | Or                                                                 | Argent                                                                                   | Bronze                                                                    |
| ---------------------- | ------------------------------------------------------------------ | ---------------------------------------------------------------------------------------- | ------------------------------------------------------------------------- |
| 500 mètres             | Nurul Izzah Izzati Mohd Asri                                       | Hwang Hyeon-seo                                                                          | Luo Shuyan                                                                |
| Keirin                 | Nurul Izzah Izzati Mohd Asri                                       | Tong Mengqi                                                                              | Anis Amira Rosidi                                                         |
| Vitesse individuelle   | Wang Lijuan                                                        | Tong Mengqi                                                                              | Nurul Izzah Izzati Mohd Asri                                              |
| Vitesse par équipes    | Chine- Zhou Fei - Tong Mengqi - Wang Lijuan                        | Malaisie- Nurul Izzah Izzati Mohd Asri - Anis Amira Rosidi - Nurul Aliana Syafika Azizan | Corée du Sud- Hwang Hyeon-seo - Kim Hae-un - Cho Sun-young                |
| Poursuite individuelle | Maho Kakita                                                        | Zhou Menghan                                                                             | Rinata Sultanova                                                          |
| Poursuite par équipes  | Japon- Tsuyaka Uchino - Maho Kakita - Mizuki Ikeda - Yumi Kajihara | Chine- Zhang Hongjie - Wang Susu - Wang Xiaoyue - Wei Suwan                              | Corée du Sud- Song Min-ji - Kim Min-jeong - Kang Hyun-kyung - Lee Eun-hee |
| Course aux points      | Tsuyaka Uchino                                                     | Margarita Misyurina                                                                      | Leung Bo Yee                                                              |
| Scratch                | Liu Jiali                                                          | Lee Sze Wing                                                                             | Mizuki Ikeda                                                              |
| Américaine             | Japon- Tsuyaka Uchino - Maho Kakita                                | Ouzbékistan- Olga Zabelinskaïa - Nasofat Kozieva                                         | Hong Kong- Leung Wing Yee - Lee Sze Wing                                  |
| Omnium                 | Yumi Kajihara                                                      | Liu Jiali                                                                                | Lee Sze Wing                                                              |
| Élimination            | Yumi Kajihara                                                      | Lee Sze Wing                                                                             | Huang Ting-ying                                                           |

## Tableau des médailles
| Rang  | Nation              | Or | Argent | Bronze | Total |
| ----- | ------------------- | -- | ------ | ------ | ----- |
| 1     | Japon               | 15 | 2      | 1      | 18    |
| 2     | Chine               | 4  | 8      | 2      | 14    |
| 3     | Malaisie            | 2  | 2      | 3      | 7     |
| 4     | Indonésie           | 1  | 2      | 0      | 3     |
| 5     | Ouzbékistan         | 0  | 3      | 0      | 3     |
| 6     | Hong Kong           | 0  | 2      | 7      | 9     |
| 7     | Kazakhstan          | 0  | 1      | 5      | 6     |
| 8     | Corée du Sud        | 0  | 1      | 3      | 4     |
| 9     | Émirats arabes unis | 0  | 1      | 0      | 1     |
| 10    | Taipei chinois      | 0  | 0      | 1      | 1     |
| Total | Total               | 22 | 22     | 22     | 66    |